# Forcipomyia castanea
Forcipomyia castanea är en tvåvingeart som först beskrevs av Walker 1848.  Forcipomyia castanea ingår i släktet Forcipomyia och familjen svidknott. Inga underarter finns listade i Catalogue of Life.